# Norges Nasjonal-Socialistiske Arbeiderparti
Norges Nasjonal-Socialistiske Arbeiderparti (NNSAP) var ett norskt politiskt parti grundat hösten 1932 av Eugen Nielsen. Partiet var en radikal variant av Vidkun Quislings Nasjonal Samling. Ursprungligen hette partiet Norges Nasjonal-Socialistiske Parti (NNSP), men bytte namn efter några månader. Som mest hade partiet 1000 medlemmar. Partiet blev nedlagt 9 september 1939.